# Sphenomorphus transversus
Sphenomorphus transversus är en ödleart som beskrevs av  Allen E. Greer och PARKER 1971. Sphenomorphus transversus ingår i släktet Sphenomorphus och familjen skinkar. Inga underarter finns listade i Catalogue of Life.